# Orascom Telecom
Orascom Telecom és una empresa egípcia de telecomunicacions, part del grup Orascom, controlada per la família Sawiris, que posseeix, directament o indirecta, el 57% de les accions. El seu president executiu és Naguib Sawiris. Cotitza en les borses del Caire i Alexandria i Londres. Va ser fundada el 1998 per gestionar l'operador egipci de telefonia mòbil GSM Mobinil i des de llavors s'ha expandit per diversos països d'Àfrica, el Pròxim Orient i Àsia. Amb diversos percentatges accionarials, opera els següents operadors mòbils GSM: a Algèria Djezzy, al Pakistan Mobilink, a Tunísia Tunisiana, a l'Iraq Iraqna, a Bangladesh Banglalink i a Zimbabwe Telecel Zimbabwe.
Al desembre de 2005, va comprar una participació del 19,3% en Hutchison Telecommunications International (HTIL), la qual controlava operadors d'Índia (Hutchison Essar, venuda a Vodafone en 2007), Vietnam, Indonèsia, Macau, Hong Kong, Israel, Tailàndia, Sri Lanka i Ghana. Orascom Telecom compta amb dos membres en el consell d'administració de HTIL. El màxim accionista de HTIL és Hutchison Whampoa, de Hong Kong, amb el 49,7% de les accions.
El màxim accionista de la companyia és Naguib Sawiris, qui a través del holding Weather Investments, controla el 50% més una acció de la companyia. Weather Investments també posseeix el 100% de l'operadora de telecomunicacions italiana Wind Telecomunicazioni S.p.A.